# Club Deportivo Futbolistas Asociados Santanecos
El Club Deportivo Futbolistas Asociados Santanecos, sovint conegut com a C.D. FAS o simplement FAS, és un club salvadorenc de futbol de la ciutat de Santa Ana.

## Història
El club va ser fundat el 16 de febrer de 1947. És un dels clubs amb millor palmarès del futbol salvadorenc. Entre els jugadors que han destacat al club hi destaca per damunt de tots Jorge "Mágico" González.

## Palmarès
- Lliga salvadorenca de futbol: 16
  - 1951-52, 1953-54, 1957-58, 1961-62, 1962, 1977-78, 1978-79, 1981, 1984, 1994-95, 1995-96, 2002 Clausura, 2002 Apertura, 2003 Apertura, 2004 Apertura and 2005 Clausura
- Copa de Campions de la CONCACAF: 1
  - 1979
- Copa Amercian Airlines: 1
  - 2002